# Witheringia stellata
Witheringia stellata là loài thực vật có hoa trong họ Cà. Loài này được (Greenm.) Hunz. miêu tả khoa học đầu tiên năm 1969.